# Oliva de Mérida
Oliva de Mérida è un comune spagnolo di 1 951 abitanti situato nella comunità autonoma dell'Estremadura.